# Erik Borelius
Erik Sven Borelius, född 6 juli 1962, är en svensk gitarrist, kompositör och sångare.
Borelius är mest känd som akustisk gitarrist. 1993 vann han en grammis i kategorin Årets instrumentalt med albumet Sex Tio Två. Borelius har en omväxlande repertoar som sträcker sig från spanskinfluerat via klassiskt och visa till jazz-rock-pop. Efter att tidigare bara ha medverkat instrumentalt började han sjunga på albumet What is success? som gavs ut 2003. 2011 bildade Borelius gruppen House of Sound.

## Erik Borelius album
EMI
- 1986 - Perfect Partners
- 1988 - Fantasy

EB Music
- 1993 - Sex Tio Två
- 1994 - Duende
- 1995 - My Kind of Picture
- 1997 - Reality Bites / Sång Estelle Milburne Nordenfalk
- 2000 - Guitar
- 2003 - What is Success?
- 2006 - Live the Life of a Star
- 2008 - Movies on a String
- 2010 - The World We Know
- 2014 - Erik Borelius and House of Sound
- 2016 - Erik Borelius No. 13
- 2019 - Expedition Inside
- 2021 - Familiar Rooms